# Salmetone
Salmetone, corno solo in F is een compositie van Johan Kvandal. Zoals de titel aangeeft is het een werkje voor hoorn solo. De aanduiding “in F” geeft niet de toonsoort weer, maar de stemming waarin het muziekinstrument “leest”. De Psalmetone is geschreven voor Ragnhild Gjerde, toenmalig hoorniste van het Trondheim Symfoniorkester. Toen zij het voor het eerst speelde, zijn er opnamen gemaakt voor het muziekarchief van de Noorse muziekcentrale, de opnamen zijn niet openbaar.